# Kabinett Menabrea I
Das Kabinett Menabrea I regierte das Königreich Italien vom 27. Oktober 1867 bis zum 5. Januar 1868. Es löste das Kabinett Rattazzi II ab. Ministerpräsident war Luigi Federico Menabrea, der anschließend zwei weitere Regierungen bildete.

## Entstehung und Entwicklung
Das Kabinett Menabrea I war das zehnte Kabinett des Königreiches und war 2 Monate und 9 Tage im Amt. Es wurde von der sogenannten „Historischen Rechten“ (italienisch Destra storica) gestützt. Menabrea trat das Amt in einer heiklen innen- und außenpolitischen Phase an. Die ungelöste Römische Frage führte zu wesentlichen Spannungen mit Napoleon III. und die von seinem Vorgänger Urbano Rattazzi angeordnete Verhaftung von Giuseppe Garibaldi war innenpolitisch sehr umstritten gewesen. Von Anfang an wurde Menabrea vorgeworfen, eine dem Hof des Königs gefällige außerparlamentarische Regierung eingesetzt zu haben, die dem König fast blind huldigte. Seine Regierung setzte sich ausschließlich aus vom König ernannten Senatoren, hohen Verwaltungsbeamten und Adeligen zusammen.
Als das Parlament gegen den Wunsch der Regierung für ein nationales Programm stimmte, mit dem Rom zur Hauptstadt erklärt werden sollte, reichte Menabrea Ende Dezember 1867 seinen Rücktritt ein. König Viktor Emanuel II. beauftragte ihn daraufhin mit der Bildung einer neuen Regierung, die am 5. Januar 1868 als Kabinett Menabrea II die Amtsgeschäfte übernahm.

## Minister

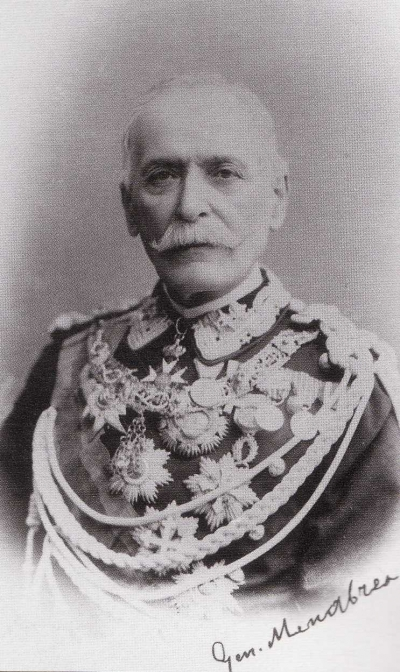
Luigi Federico Menabrea

| Ministerien                          | Name                                                                                               |
| ------------------------------------ | -------------------------------------------------------------------------------------------------- |
| Ministerpräsident                    | Luigi Federico Menabrea                                                                            |
| Äußeres                              | Luigi Federico Menabrea                                                                            |
| Inneres                              | Filippo Antonio Gualterio                                                                          |
| Justiz und Kirchenangelegenheiten    | Adriano Mari                                                                                       |
| Krieg                                | Ettore Bertolè Viale                                                                               |
| Marine                               | Luigi Federico Menabrea (bis 17. November 1867) Pompeo Provana del Sabbione (ab 18. November 1867) |
| Finanzen                             | Luigi Guglielmo Cambray-Digny                                                                      |
| Öffentliche Arbeiten                 | Gerolamo Cantelli                                                                                  |
| Bildung                              | Emilio Broglio (bis 17. November 1867) Gerolamo Cantelli (ab 18. November 1867)                    |
| Landwirtschaft, Industrie und Handel | Luigi Guglielmo Cambray-Digny (bis 28. November 1867) Emilio Broglio (ab 28. November 1867)        |